# Charli D'Amelio
Charli Grace D'Amelio (Norwalk, 1 de maio de 2004) é uma tiktoker, influenciadora digital, youtuber, dançarina, atriz e dubladora norte-americana. Ela começou a enviar vídeos de dança no TikTok em 2019 e em março de 2020 se tornou a segunda conta mais seguida do TikTok, tendo em novembro  do mesmo ano, sido a primeira pessoa a alcançar 100 milhões de seguidores na plataforma, e passou a ser a conta mais seguida.

## Carreira

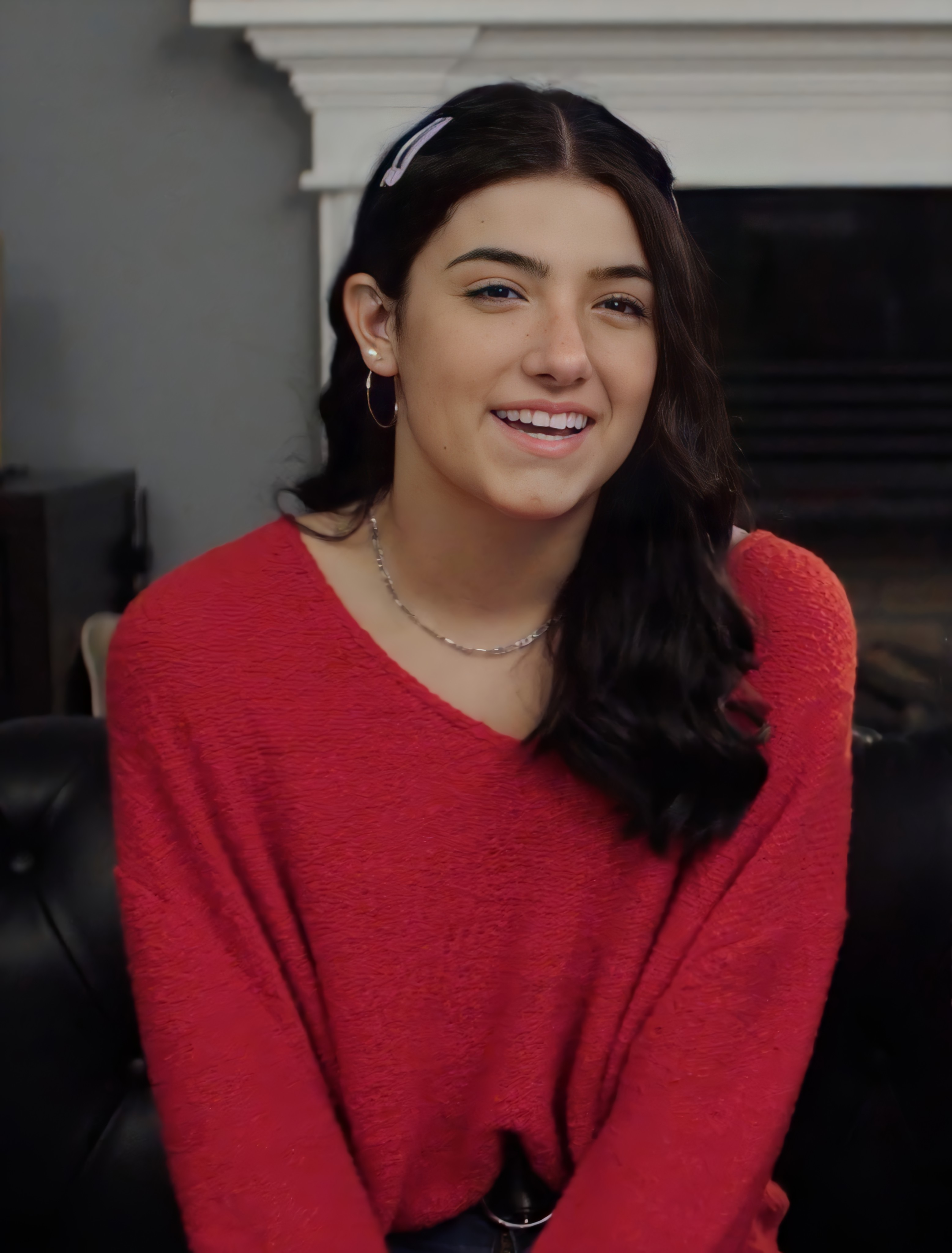
D’Amelio em 2020

Charli começou a enviar vídeos de dança curtos para a plataforma em junho de 2019. Em janeiro de 2020, ela foi contratada pela agência UTA de Hollywood.
Atualmente, seu perfil conta com mais de 140 milhões de seguidores, e com isso se tornou a conta TikTok mais seguida no mundo.
Charli estrelou como Tinker no lançamento nos Estados Unidos do filme de animação infantil StarDog and TurboCat em junho de 2020, marcando seu primeiro papel em um longa-metragem.

## Vida pessoal
Sua família imediata inclui o político e o pai, Marc D'Amelio, sua mãe, Heidi D'Amelio, e sua irmã, Dixie D'Amelio. Charli namorou Chase Hudson, mais conhecido pelo nome de Huddy, estrela do TikTok, na qual eles confirmaram o relacionamento em dezembro de 2019. Em abril de 2020, ela e Chase anunciaram sua separação. Mas, até hoje mantêm contato.
Charli foi alvo de assédio virtual e críticas ao seu corpo. Ela e sua irmã conversaram com a UNICEF contra Assédio virtual e Body shaming (ridicularização do corpo). Em abril de 2020, Charli doou US$ 50 000 ao hospital de sua cidade, Norwalk Hospital, para ajudar a garantir suprimentos críticos para a equipe do hospital em meio à Pandemia do COVID-19.
De acordo com um relatório da Forbes publicado em agosto de 2020, Charli ganhou US$ 4 milhões em 2019 com seus inúmeros contratos de patrocínio e mercadorias, tornando-a a segunda estrela de TikTok mais bem paga.
Em outubro de 2020, Charli revelou no quadro The D’Amelios Family, junto com sua família, que já quis mudar seu primeiro nome, porque achavam que ela era um menino; e até chegou a pedir para se chamada de Charlotte.